# Pitzinnos in sa gherra
Pitzinnos in sa gherra (Bambini nella guerra dal sardo) è un brano musicale scritto da Gino Marielli e Fabrizio De André e cantato dal gruppo Tazenda.

## Descrizione
Il testo del brano si avvale della collaborazione con il cantautore Fabrizio De André, nell'ottobre 1991. Il cantautore infatti si interessò di un brano su cui il gruppo stava lavorando.
Il testo è scritto nella variante sarda logudorese e solo alla fine c'è una piccola parte cantata in italiano, scritta da De André.

## Partecipazione a Sanremo
Il brano è stato presentato al Festival di Sanremo 1992 dai Tazenda, la cui voce solista era lo stesso Parodi, con la direzione di Lucio Fabbri.

## Edizioni
- Il brano è pubblicato per la prima volta come terza traccia dell'album Limba (il terzo album dei Tazenda), pubblicato nel 1992.
- Il brano è stato poi incluso nella prima compilation del gruppo, Il sole dei Tazenda, del 1997.[1]
- Il brano è incluso anche nella seconda compilation dei Tazenda, S'istoria, pubblicato nel 2016.
- Una versione live è contenuta nell'album Reunion del 2006.